# Ian Burchnall
Ian David Burchnall, född 11 februari 1983 i Leicester, är en engelsk fotbollstränare som tränar Forest Green Rovers.
Fc|Anderletch (ass.tränare)

## Tränarkarriär
Ian Burchnall började sin tränarkarriär vid 22 års ålder vid University of Leeds innan han blev en del av tränarstaben i ungdomsakademierna i Leeds United och Bradford City. 2012 kontrakterades Burchnall som assisterande tränare åt Brian Deane i den norska klubben Sarpsborg 08 efter att de tagit steget upp i Eliteserien. 2015 gick Burchnall till Viking FK, också då som assisterande, men under den svenske huvudtränaren Kjell Jonevret. Under hösten 2016 fick Jonevret sparken och Burchnall tog över som huvudtränare. 2017 blev ett turbulent år för Viking, de sportsliga framgångarna uteblev och klubben åkte ur Eliteserien och både Burchnall och sportchefen Bård Wiggen lämnade klubben efter säsongen.
Under sin tid i Leeds lärde Ian känna Graham Potter, Östersunds FK:s förre tränare, och genom denna kontakt kom han att bli Potters efterträdare och ta över uppgiften som huvudtränare för Östersunds FK sommaren 2018. Den 9 juli 2020 meddelade Östersunds FK att man bryter kontraktet med Ian Burchnall.
Den 25 mars 2021 tog Burchnall över som huvudtränare i Notts County. Han lämnade klubben efter säsongen 2021/2022. 
Den 27 maj 2022 blev Burchnall klar som ny huvudtränare i League One-klubben Forest Green Rovers. 